# 多军
多军（？—？），西汉时期人物。他原本是闽越武帝余善属下的将领。在前111年—前110年的汉平东越之战中，他在汉朝军队到来之时，放弃自己的部队，向汉军投降。闽越灭亡后，论功行赏，多军被汉武帝封为无锡侯。